# Kingfisher Airlines
Kingfisher Airlines là một hãng hàng không có trụ sở ở Ấn Độ. Trụ sở chính của nó là Tòa nhà Kingfisher Vile Parle (East), Mumbai. Kingfisher Airlines, thông qua công ty mẹ của United Breweries Group, năm giữ 50% cổ phần trong hãng hàng không giá rẻ Kingfisher Red.
Kingfisher Airlines là một trong bảy hãng hàng không được xếp hạng 5 sao bởi Skytrax. Hơn 375 máy bay của Kingfisher đã vận hành chuyến bay hàng ngày đến 71 điểm đến khu vực và quốc tế. Vào tháng 5 năm 2009, Kingfisher Airlines đã vận chuyểnthực hiện hơn một triệu hành khách, cho nó là hãng hàng không có thị phần cao nhất trong số các hãng hàng không ở Ấn Độ.
Kingfisher Airlines đã gặp khó khăn về tài chính với khoản nợ lên đến 1,4 tỷ USD. Những nhân viên của công ty đã không được thanh toán tiền lương trong vòng 7 tháng đã tiến hành cuộc đình công trong năm 2012. Kể từ đó, chính phủ đã đình chỉ giấy phép hoạt động của Kingfisher bởi vì những lo ngại về tài chính cũng như an toàn.
Để cắt giảm chi phí, hãng này đã giảm số máy bay vận hành từ 64 xuống còn 15 chiếc. Hãng cũng đã ngừng các chuyến bay quốc tế và đến thời điểm năm 2012 chỉ chiếm thị phần nhỏ nhất (5,4%) so với các hãng hàng không khác của Ấn Độ. 
Hãng hàng không này đã ngừng hoạt động vào ngày 20 tháng 10 năm 2012 khi DGCA đình chỉ giấy phép bay.